# 윤판나물
윤판나물은 콜키쿰과의 여러해살이풀이다. 한국·중국·일본 등에 분포한다.

## 생태
산속에서 자란다. 줄기는 높이 30-60cm로 곧게 서며 윗부분이 몇 개 갈라진다. 둥굴레처럼 모가 진다. 잎은 어긋나며 긴 타원형이고 끝이 뾰족하다. 표면이 매끈하고 길이 5–15 cm, 너비 1.5-4cm쯤 되는데 잎자루가 없으며 3-5개의 잎맥이 뚜렷하다. 꽃은 4-6월에 피고 줄기가 휘어지면서 2~3개의 노란색 꽃이 그 끝에서 밑을 향해 달린다. 열매는 지름 1cm쯤 되는 장과로 검게 익는다.

## 쓰임새
어린잎을 살짝 데쳐 나물로 무쳐 먹고, 된장국 따위에 국거리로 넣어 먹는다. 꽃은 그늘에 말려 차로 마신다.

## 사진

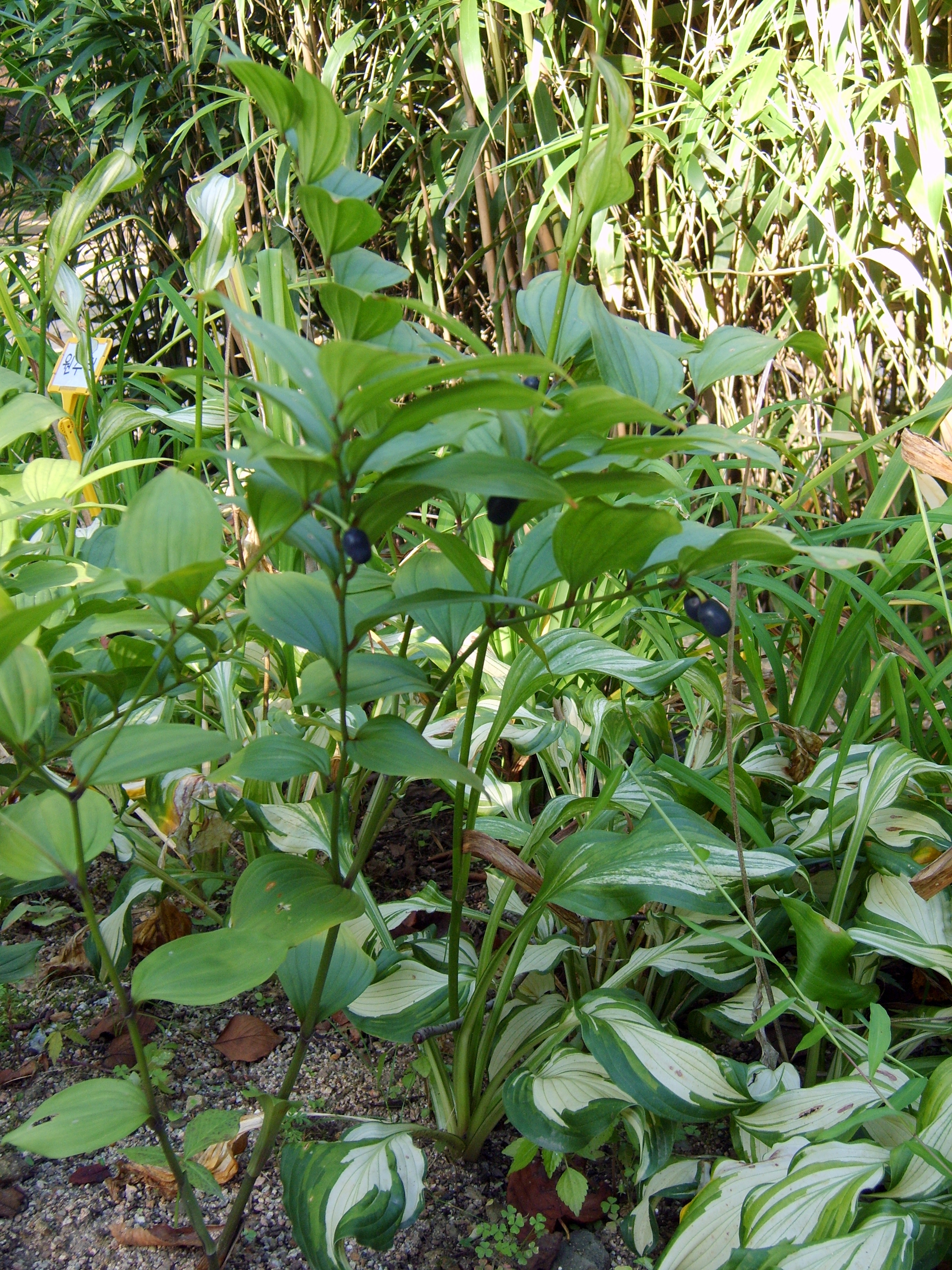
열매 단 모습
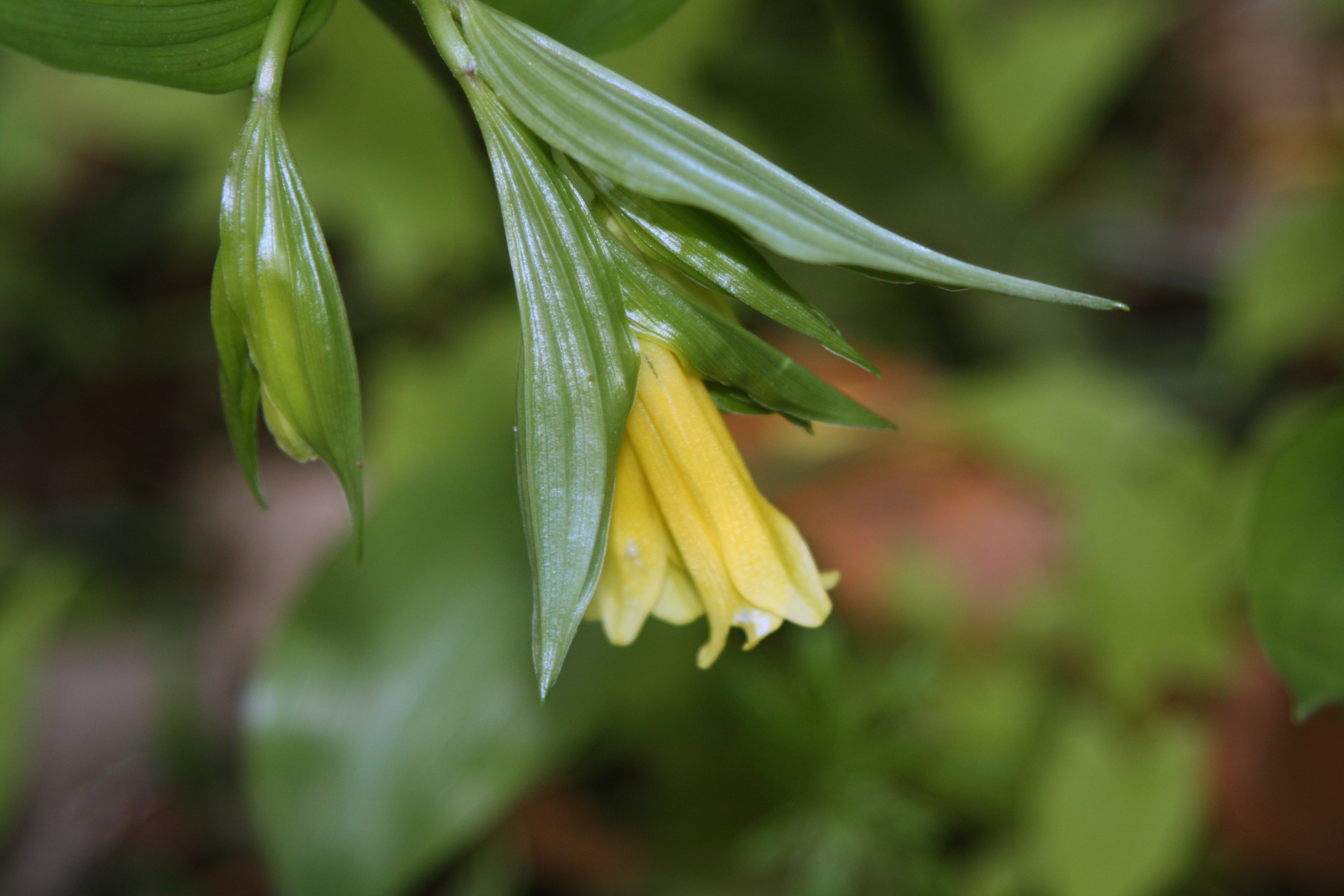
꽃
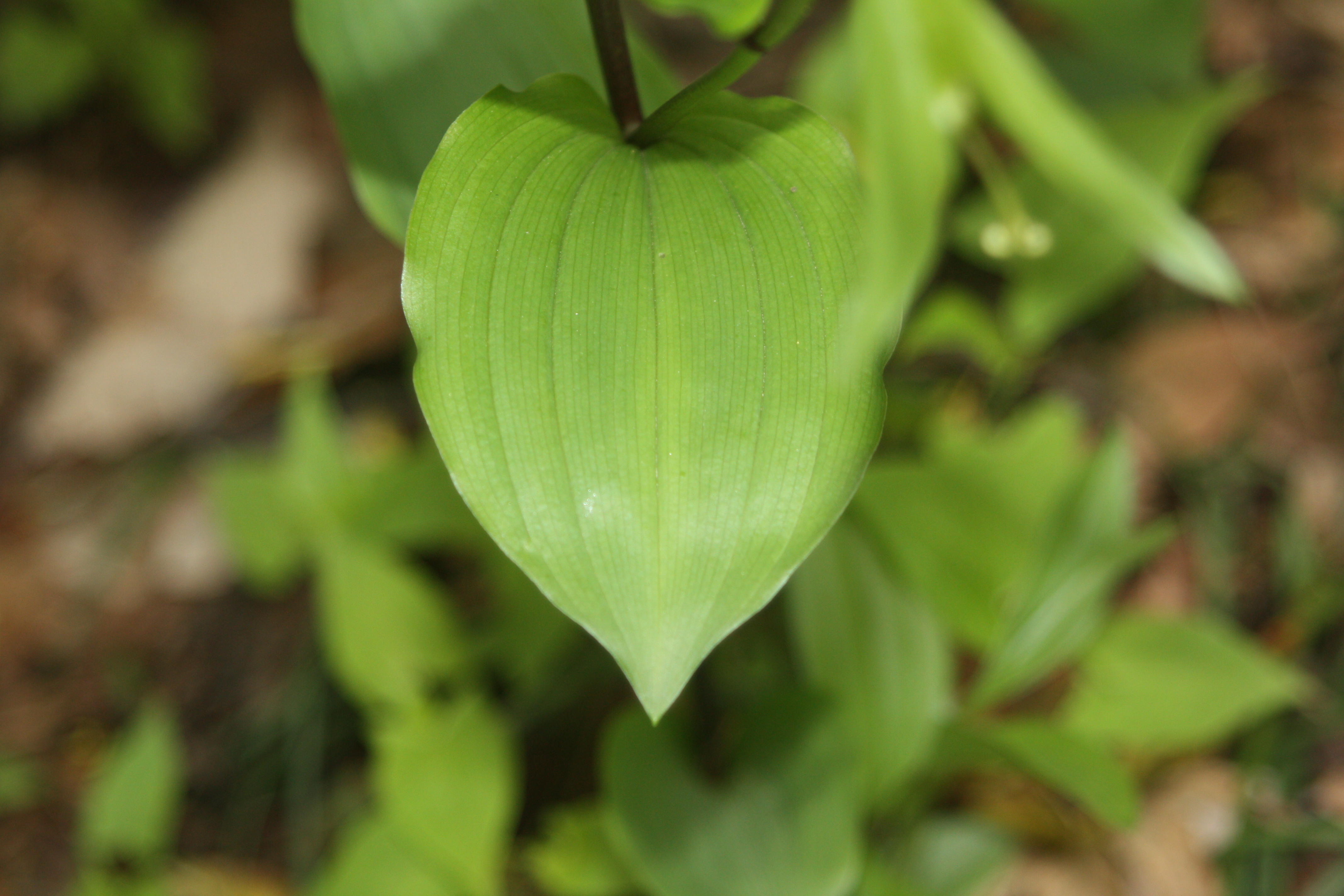
잎

## 참고 문헌
- 고경식; 김윤식 (1988). 《원색한국식물도감》. 아카데미서적.
- 이동혁 (2007). 《오감으로 찾는 우리 풀꽃》. 도서출판 이비컴. ISBN 978-89-89484-57-8.
- 풀베개